# Toilette sèche à séparation d'urine

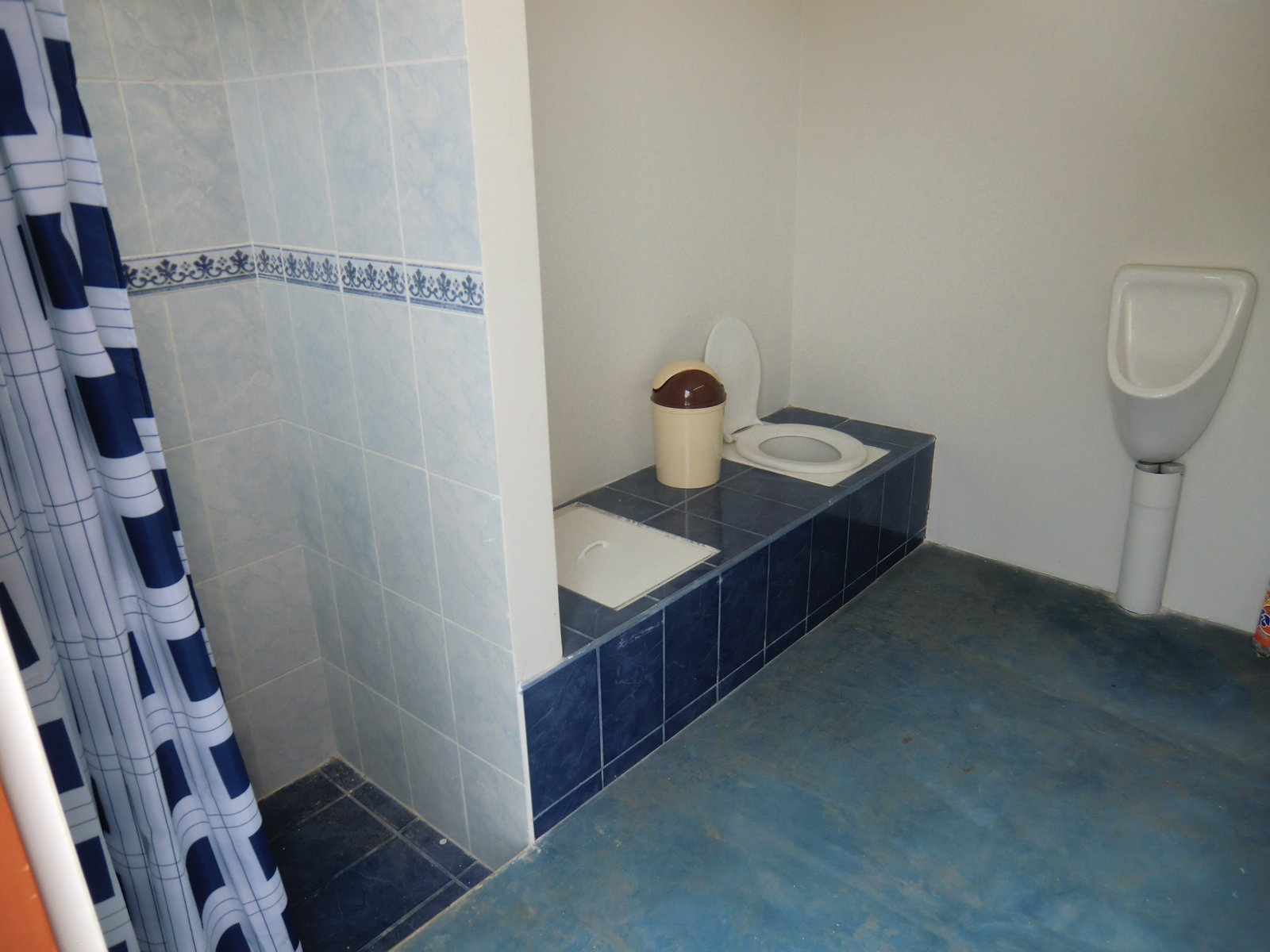
Toilette sèche à séparation d'urine (avec deux fosses), urinoir sans chasse d'eau et bloc de douche chez un particulier dans la partie non raccordée au réseau d'assainissement de Lima, Pérou

Les toilettes sèches à séparation d'urines (en anglais : Urine-diverting Dry Toilet ou UDDT) sont un type de toilette sèche qui sépare l'urine et les selles.
Elles sont utilisées pour fournir en toute sécurité et pour un coût abordable un assainissement digne dans différents contextes et dans toutes les régions du monde. Il y a de nombreux avantages à effectuer une collecte sélective des matières fécales (selles) et de l'urine, notamment une odeur de fonctionnement moindre et une réduction des agents pathogènes par le séchage. Après avoir été collectées par ces toilettes, l'urine stockée ou lisain et les selles déshydratées peuvent être utilisées en agriculture (comme matière riche en éléments nutritifs — cette pratique est connue sous le nom d'utilisation des excreta en agriculture). Même si aujourd'hui de nombreuses toilettes à séparation d'urine ne sont pas exploitées de la sorte. La séparation d'urine est un exemple de technologie qui peut être utilisée pour développer un assainissement durable à l'échelle du globe afin d'atteindre les objectifs de développement durable. Ce système de gestion, l'assainissement « sec », est une alternative compétitive aux latrines à fosse ou encore aux toilettes à chasse d'eau, en particulier là où l'eau est rare ou là où la connexion à un système d'égout centralisé n'est pas possible ou pas souhaité.
La possibilité de réutilisation des excreta avec une production d'engrais notamment sous forme d'urinofertilisant est intéressante en agriculture : elle réduit la dépendance aux intrants chimiques et donc la pollution des nappes d'eau souterraines.
Il existe plusieurs types de toilettes sèches à séparation d'urine, des plus simples avec une unique fosse à excréments à celles avec deux fosses utilisées alternativement. Il existe aussi des dispositifs mobiles ou portables dotés souvent d'une fosse unique et fabriqués commercialement ou artisanalement à partir de matériaux simples. Un dispositif de séparation d'urine peut être configuré pour des toilettes avec siège (avec une diversion de l'urine au niveau de l'avant de la cuvette) ou pour des toilettes à la turque (avec une cuvette de diversion additionnelle). Les éléments de conception les plus importants d'un séparateur d'urine sont le séparateur physique en lui-même, le dispositif d'évacuation sans eau et les fosses ou dépôts à urine et excréments. Dans les cas où le nettoyage anal est effectué avec de l'eau, les résidus de nettoyage doivent être évacuées séparément et ne pas être autorisés à entrer dans la fosse à excrément.
Dans la plupart des cas, un matériel de couverture devrait être ajouté directement sur les matières fécales après chaque défécation. Le matériau pour couvrir les selles est généralement de la cendre, de la sciure de bois, de la terre, du sable, des feuilles sèches, des minéraux contenant de la chaux ou du compost. Le matériau de couverture sert à améliorer la qualité d'usage, à lutter contre les mouches, à réduire les odeurs et à accélérer le processus de séchage.
Les UDDT sont souvent confondues avec l'ecosan (assainissement écologique) ou avec les toilettes à compostage. Cependant aucune de ces associations n'est exacte ni acceptable en raison du fait que l'ensemble de ces dispositifs ne sont pas tous inscrits dans un schéma de réutilisation des excréments et tout le processus de compostage qui a lieu avec l'utilisation des toilettes à séparation d'urine se produit à l'extérieur de la structure de la toilette. Il existe également d'autres technologies d'ecosan qui renvoient de manière hygiénique des nutriments dans la chaîne alimentaire, comme les marais artificiels qui produisent de l'herbe pour les bovins.

## La terminologie

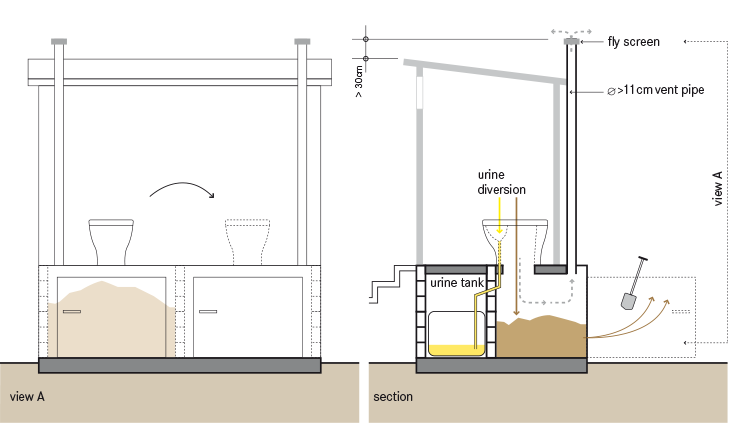
Schéma du principe de la déshydratation des selles dans un UDDT à deux fosses.

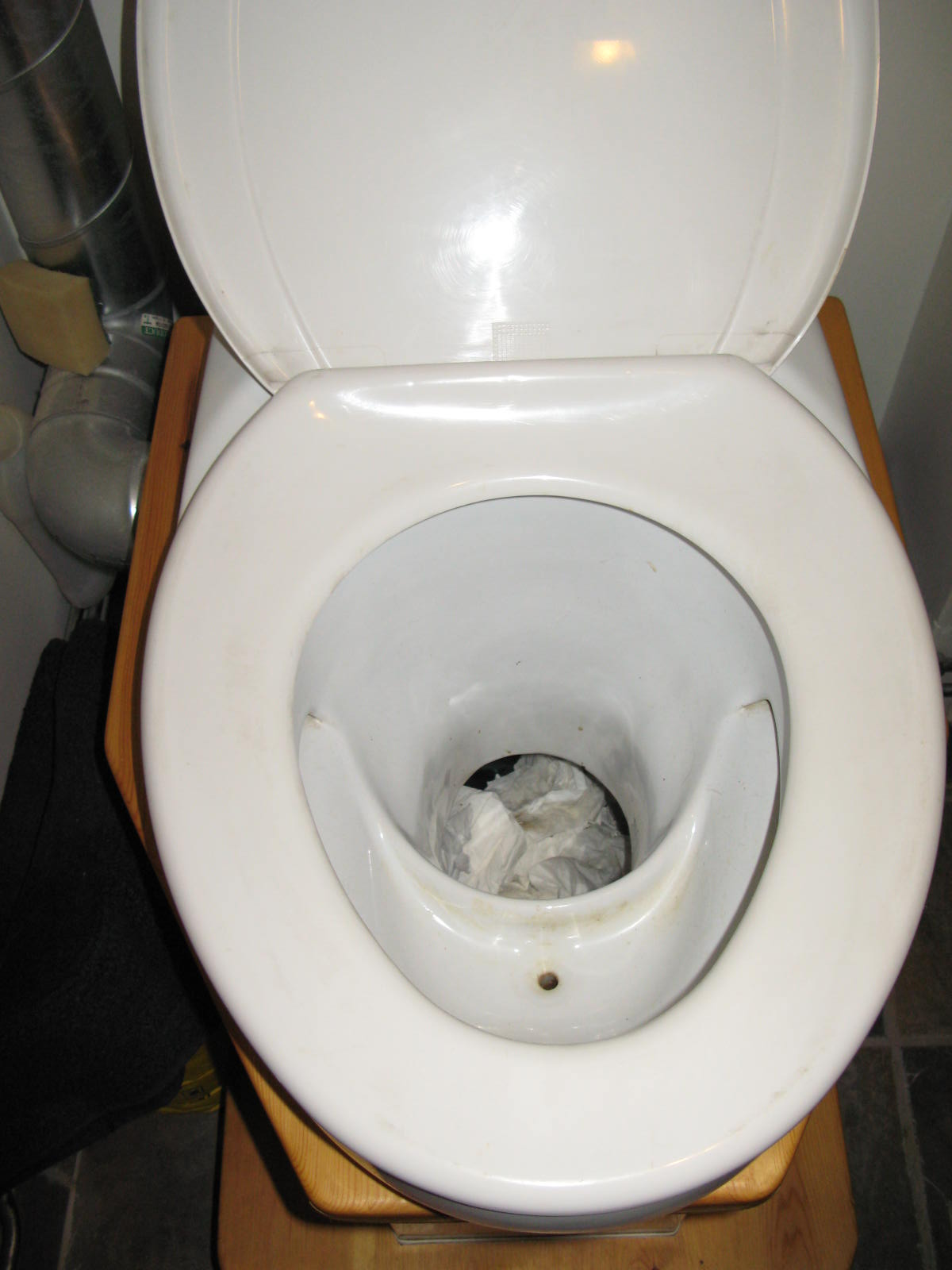
UDDT à Gebers logement collectif immobilier près de Stockholm, Suède

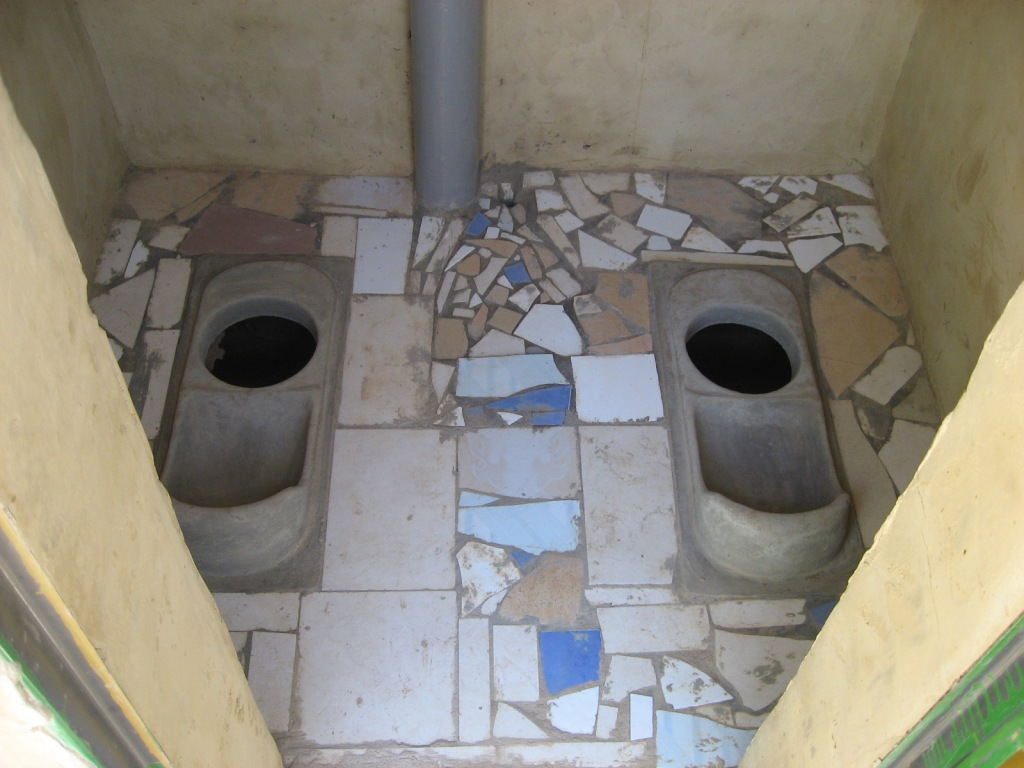
UDDT à double fosse utilisé en position accroupie à Ouagadougou, Burkina Faso

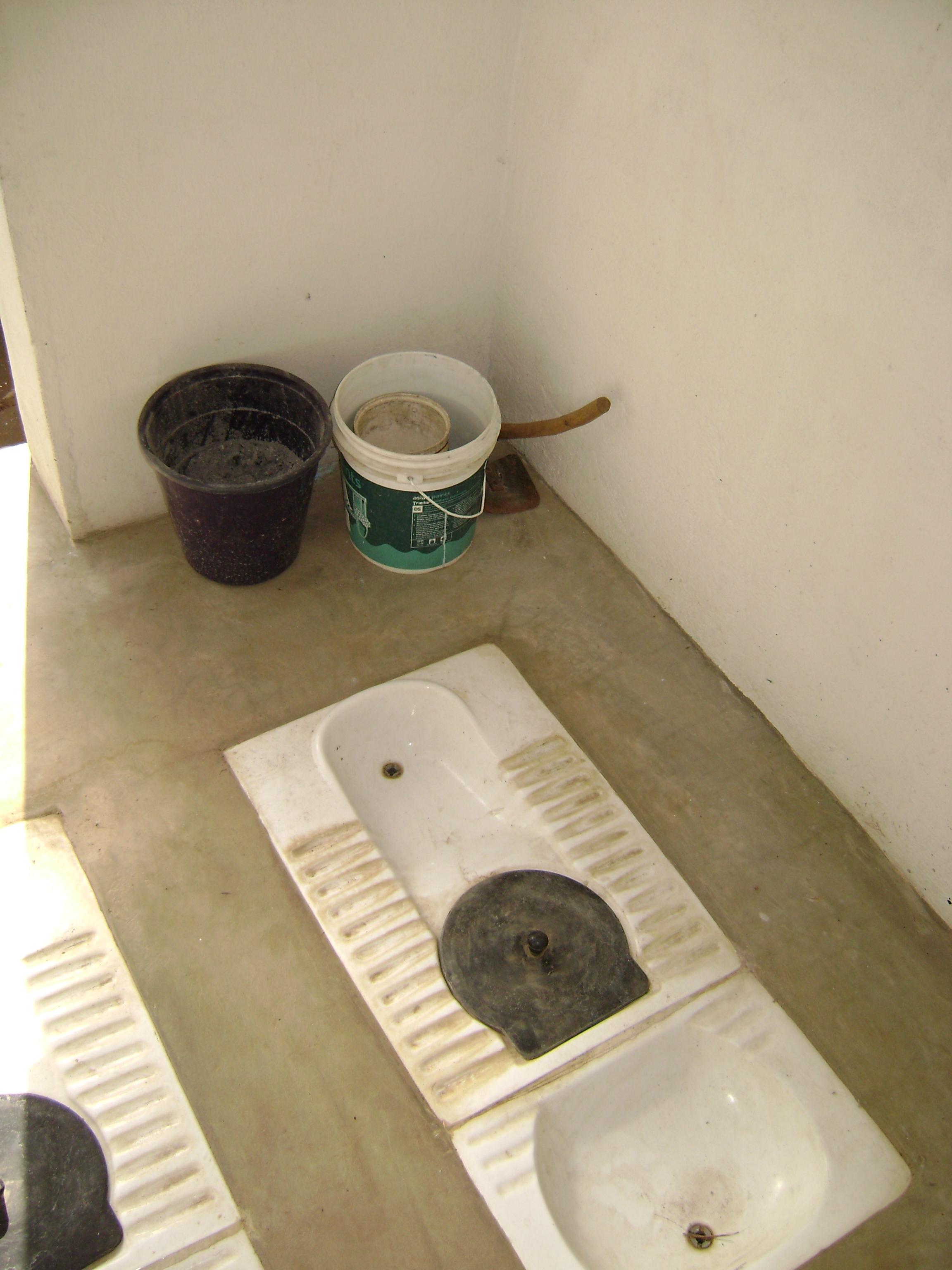
3-trou d'urine détournement accroupie pan pour accueillir anal nettoyage avec de l'eau dans Krishnagiri District, Tamil Nadu, Inde

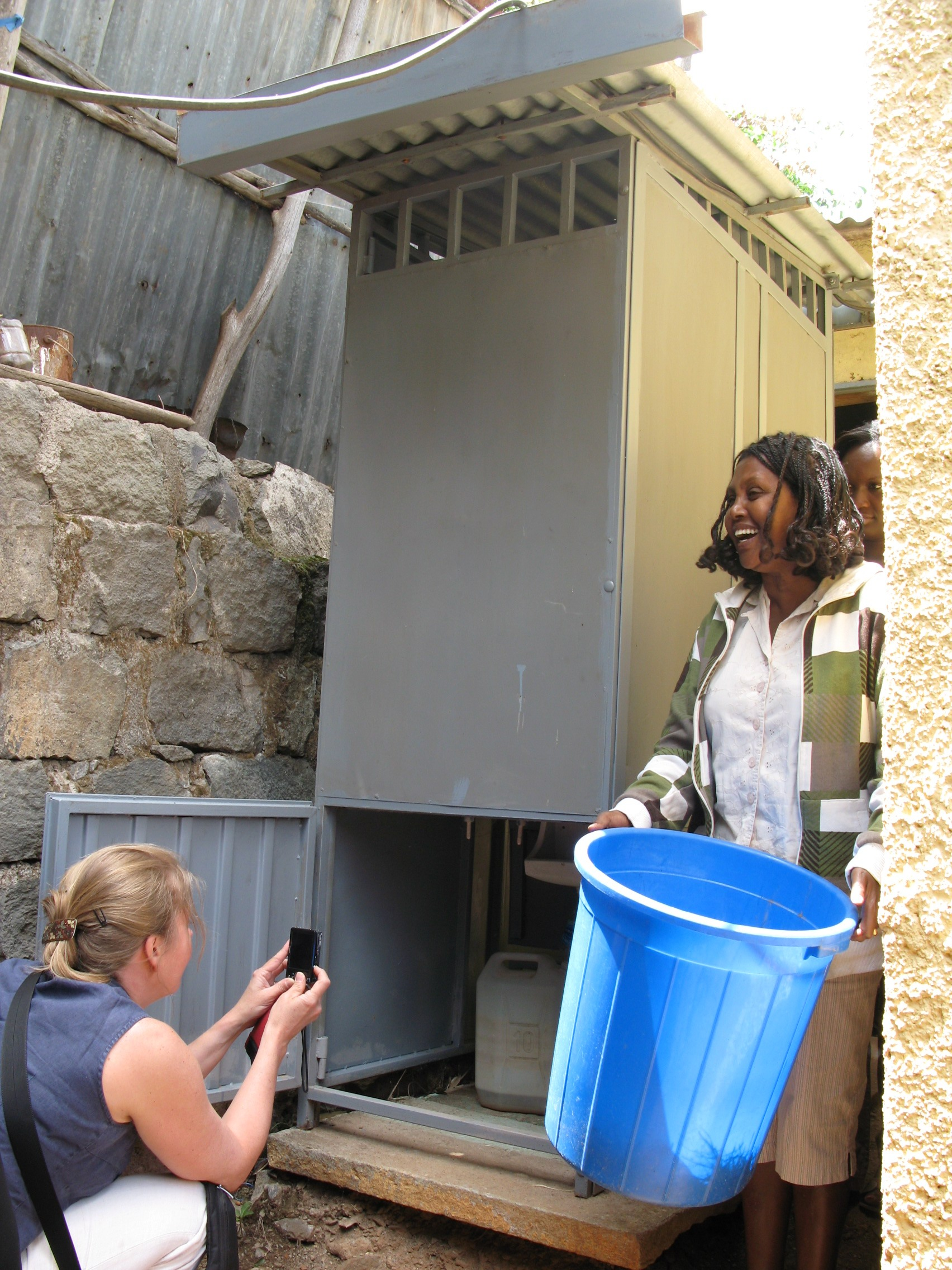
L'échange de matières fécales contenant d'un faible coût seul coffre-fort à séparation d'urine à un ménage à Addis-Abeba, en Éthiopie

Les toilettes sèches à séparation d'urines est le terme retenu pour traduire Urine-diverting Dry Toilet de l'anglais dans le compendium édité par la Swiss Federal Institute of Aquatic Science and Technology.
L'expression comprenant quatre termes clefs, on peut aussi parler de toilette séparateur d'urine, toilette à séparation d'urine ou encore toilette sèche à séparation. L'ensemble de ces termes représentent la même technologie, à savoir les toilettes sèches à séparation d'urines.
L'acronyme français n'étant pas reconnu et utilisé, c'est le nom anglais Urine-diverting Dry Toilet, qui donne UDDT, qui permet le plus souvent de nommer cette technologie.
Ce type de toilettes est également couramment appelé "toilettes ecosan", nom assez facile à communiquer avec les utilisateurs potentiels au niveau local. Cependant, le terme ecosan est en fait beaucoup plus large et ne se limite pas à ce type de toilettes.

## La pertinence
Les UDDT sont particulièrement adaptés dans les situations suivantes :
1. l'eau est rare ou coûteuse, comme dans les zones arides ou semi-arides ;
2. les coûts des infrastructures d'assainissement sont prohibitifs, comme quand le terrain est défavorable, ou quand les maisons sont très séparées ;
3. il y a des inondations fréquentes impactant les latrines à fosse et les fosses septiques, résultant dans inutilisation des toilettes et de la contamination de l'eau ;
4. les conditions sont défavorables, comme un sol instable ou rocailleux et le niveau de la nappe phréatique, donc la production de fosse septique ou fosse basique pour l'assainissement est difficile ou coûteuse ;
5. l'eau souterraine est la source principale d'eau potable et est susceptible d'être contaminée par les fosses septiques ou latrines ;
6. l'espace limité des terres restreint la fouille de nouveaux puits dans le cas où les latrines à fosse ne sont pas vidées ;
7. les installations intérieures sont à privilégier, car elles offrent plus de confort et de sécurité pendant la nuit, les rendant plus accessibles pour tous ;
8. l'agriculture locale et la baisse de la fertilité des sols créent une demande pour des engrais et amendement de sols à des prix abordables ;
9. les utilisateurs veulent plus de résilience face à d'éventuelles catastrophes naturelles (notamment le changement climatique, les tremblements de terre) ou une possible hausse des prix de l'énergie ;
10. les utilisateurs cherchent à réduire ou éliminer le besoin d'une fosse septique pour réduire leur empreinte environnementale (en particulier lorsque l'UDDT est utilisé en conjonction avec un site de traitement des eaux grises).

Les UDDT peuvent également être construits pour les écoles (de nombreux exemples existent, par exemple au Kenya, le Rwanda et l'Ouganda). Cependant, ces toilettes UDDT des écoles souffrent des mêmes problèmes que n'importe quel autre type toilettes d'école : si la responsabilité n'est pas clairement définie et un budget spécifiquement alloué pour l'entretien des toilettes de l'école, ces toilettes peuvent facilement tomber dans un état de délabrement, par exemple, les tuyaux pour l'urine bouchés ou des fosses qui ne sont pas vidées.

## Considérations relatives à la conception

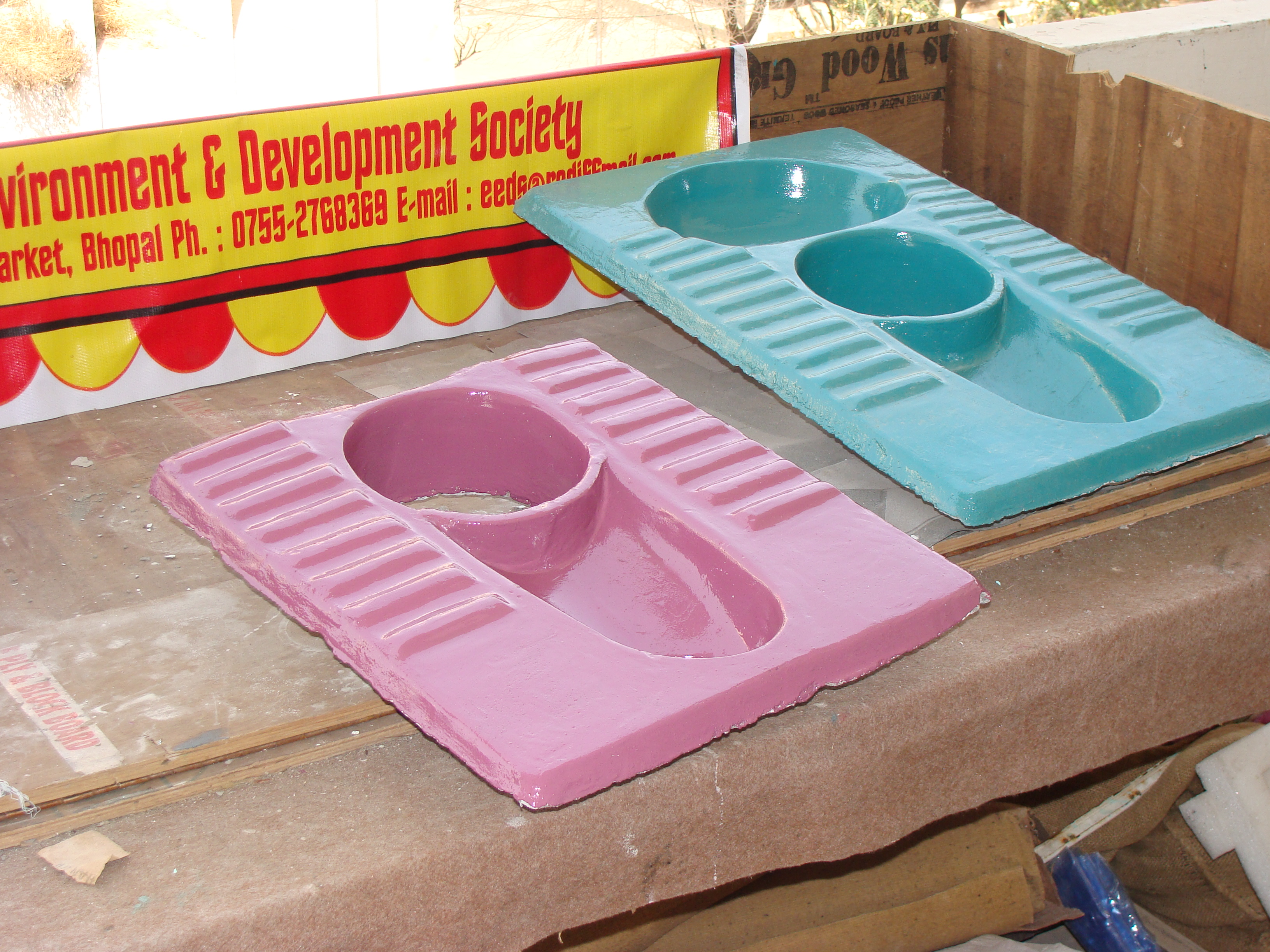
2-trou (rose) et 3-trou (bleu) de l'urine de détournement de céramique accroupie casserole ONG Indienne EEDS

### Les fondamentaux
La conception d'un UDDT prend davantage en compte l'anatomie du corps, qui sécrète l'urine et les fèces séparément. L'urine est séparée et drainé par l'intermédiaire d'un bassin avec un petit trou près de l'avant de la cuvette des toilettes ou du marche-pied, tandis que les matières fécales tombent à travers un plus grand orifice situé à l'arrière. Cette collecte ou "séparation à la source" – ne nécessite pas à l'utilisateur de changer de position entre la miction et de la défécation. Concernant les femmes et du fait de leur anatomie, une petite quantité d'urine peut entrer dans la fosse pendant le fonctionnement normal. C'est généralement une petite quantité qui ne va pas affecter de manière significative le fonctionnement des toilettes.
La séparation peut aussi être réalisé par la conception d'une cuvette et de profiter de l'effet Coandă. Dans cette conception, les utilisateurs doivent diriger l'urine contre les parois intérieures de la cuve (généralement assisté par un front incliné), qui peut ensuite être récupérée par le biais d'une petite dépression en retrait dans le fond de la cuvette.
Les concepteurs ainsi que les utilisateurs des UDDT doivent s'efforcer de tenir les fèces éloignées de l'urine et donc aussi sèches que possible, car c'est le facteur clé dans la prévention de l'odeur et des mouches (les mouches n'étant pas attirés par de la matière fécale sèche). Pendant le stockage, l'humidité des selles naturelles s'évapore lentement à travers le système de ventilation de la fosse ou peut aussi être absorbée par le matériau de la couverture. Ce processus est appelé le séchage, la déshydratation ou encore le dessèchement.
Un UDDT se compose de huit éléments fonctionnels de base :
1. Un dispositif de collecte pour l'urine
2. Si les utilisateurs effectuent le nettoyage anal avec de l'eau: une zone de nettoyage anal avec collecte des eaux de lavage.
3. Une ou deux fosses (également appelés conteneurs) qui peuvent être amovible ou pas, généralement au-dessus du sol.
4. La tuyauterie qui mène de l'interface utilisateur vers un système de collecte
5. Tuyau de ventilation pour permettre l'échappement de l'humidité et des odeurs de la fosse
6. La super structure du toilette
7. Un seau contenant des matériaux de recouvrement
8. Une zone de lavage à la main avec du savon et de l'eau (s'applique à tout type de toilettes)

#### Stockage et temps de séchage des matières fécales dans les fosses
L'impact de la durée de stockage sur la sècheresse des selles varie avec les conditions climatiques. Une recommandation générale qui s'applique à tous les climats, est que la durée de stockage de matières fécales doit être d'au moins six mois (après la dernière addition de matière fécale) pour permettre la déshydratation.
Pendant le processus de déshydratation, l'humidité s'évapore des fèces et les microbes sont dégradés avec la matière organique. C'est l'assèchement de la matière avec le temps de stockage lui-même qui conduisent à la baisse des pathogènes dans les fèces. L'objectif du processus de déshydratation est d'éliminer les agents pathogènes.
Les matières fécales fraîches sont composées d'environ 80 % d'eau et la majorité de cette eau va s'évaporer, si elle est autorisée à le faire les matières fécales ne doivent pas être enfermées dans des contenants hermétiques. La teneur en eau des fèces séchées après six mois est généralement inférieur à 25 %. Selon le degré de séchage et la réutilisation de l'application supplémentaire de post-traitement, comme le compostage, peuvent être nécessaires pour la réutilisation des excreta en agriculture.

### L'accessibilité

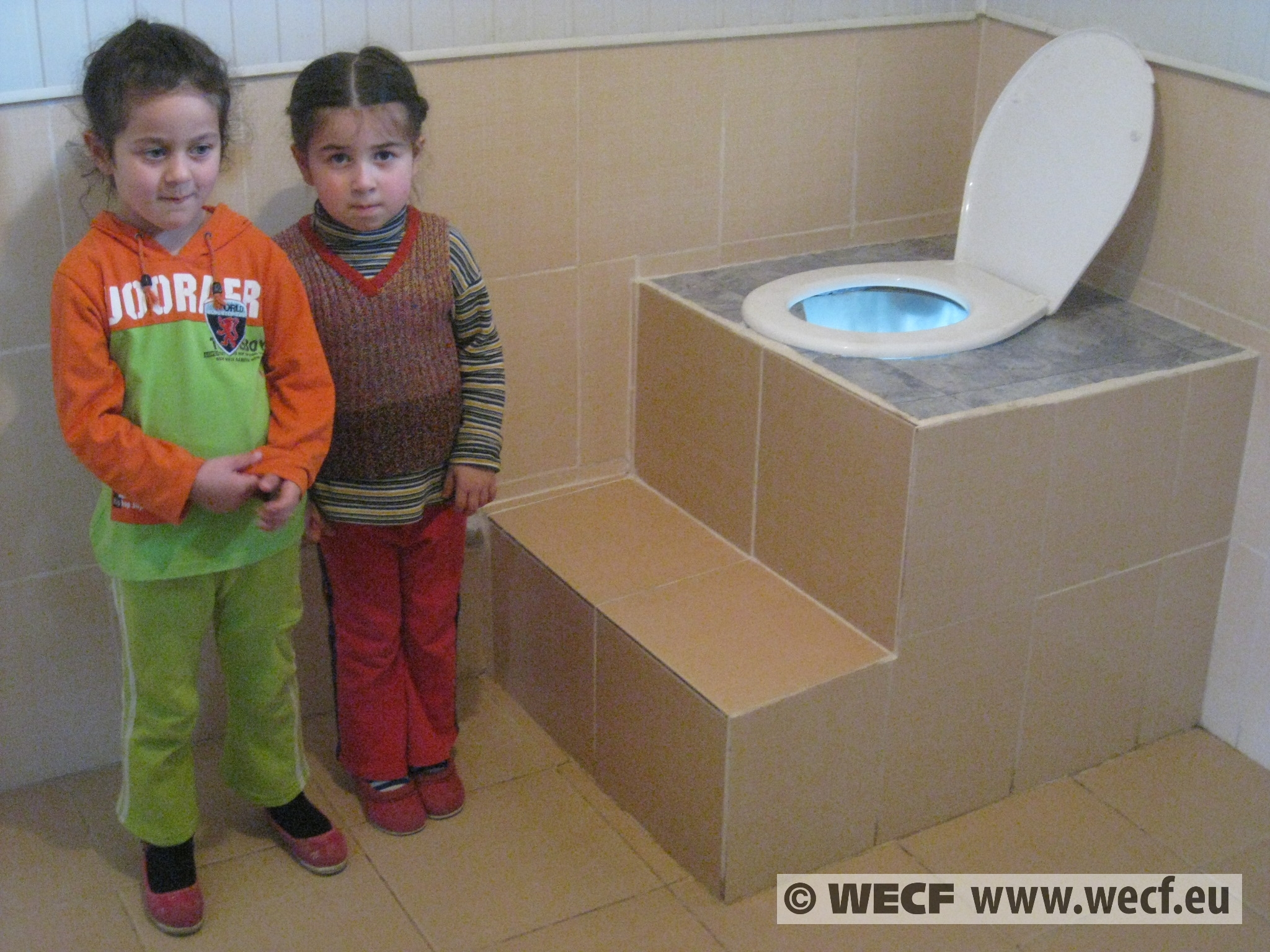
Les toilettes sèches avec séparation de l'urine peuvent être construites avec des matériaux largement disponibles, s'adaptant à la taille des utilisateurs, contrairement aux toilettes à eau conventionnelles.

La superstructure associée à des UDDT est parfois construite avec des marches, des escaliers étroits et sans main courante. Cette conception n'est pas recommandée, car elle peut empêcher les personnes handicapées d'y accéder. Les besoins des personnes handicapées doivent toujours être considérés dans la conception de systèmes d'assainissement, et dans le cas de l'élévation des structures, la pose d'escaliers ou de rampe doit être prévue. Le fameux "banc design" peut soulager la nécessité pour les escaliers.
Si une toilette à la turque séparateur d'urine est construit, il est utile d'ajouter des poignées pour les personnes qui ont besoin de soutien. Pour les personnes handicapées qui ont besoin de support physique tout en s'accroupissant, en particulier lors du nettoyage, un siège portable doit être placé sur le socle de la toilette pour permettre aux gens de s'asseoir. Lorsqu'il n'est pas nécessaire, il peut être déplacé hors de la zone.

### Conception pour zone inondable
Dans les zones sujettes aux inondations, les fosses doivent être situés au-dessus du niveau de l'eau. Si ce n'est pas réalisable, il est possible d'utiliser les murs étanches pour empêcher les eaux de crue d'entrer dans la fosse.

### Origine des composants

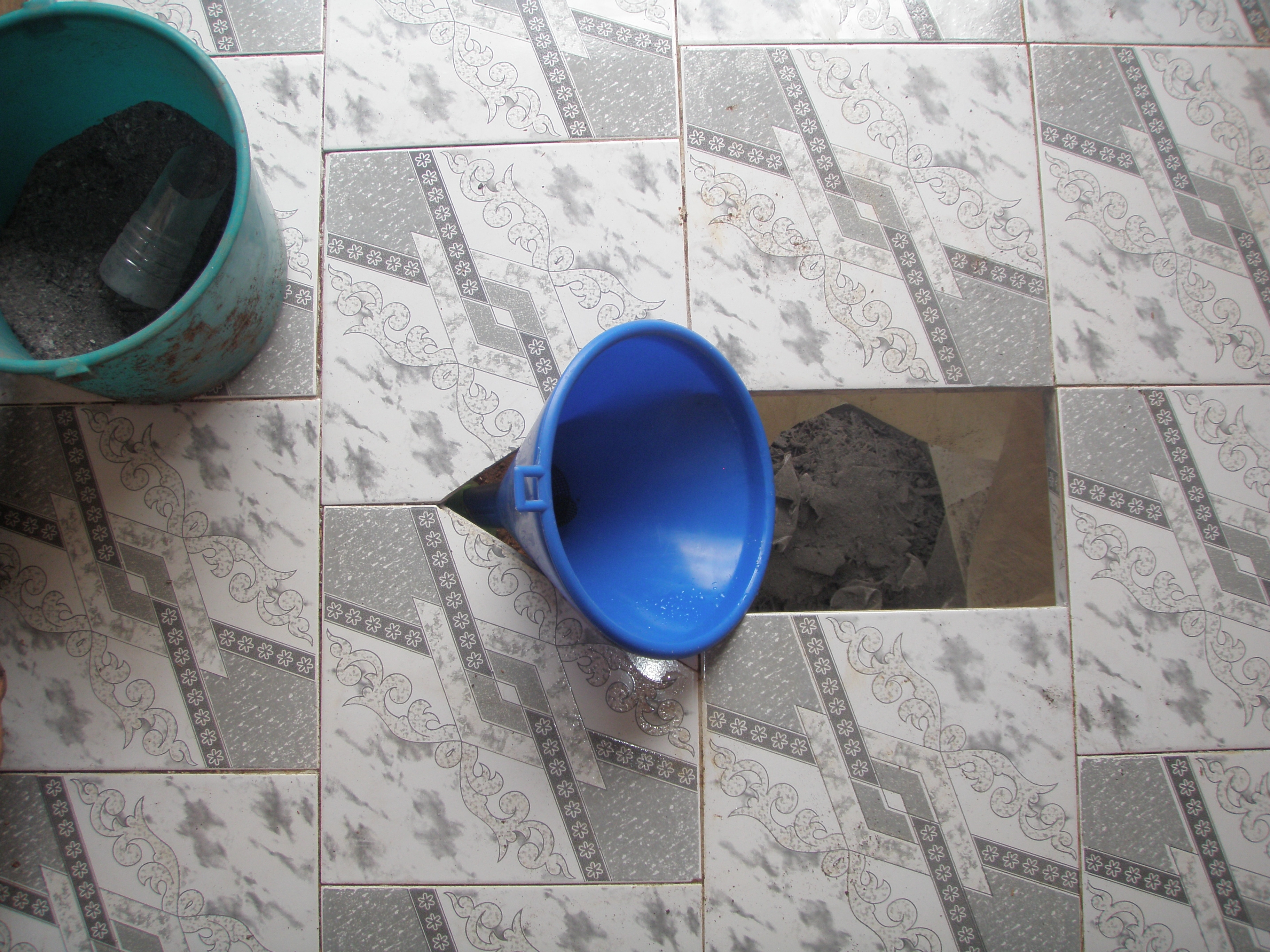
Cette UDDT a été fabriquée avec des carreaux de céramique et un entonnoir en plastique de 25 cm, pour la position d'accroupie.

Les cuvettes de toilettes ou les socles sont commercialement fabriqué à partir de plastique ou de céramique. Alternativement, ils peuvent être fabriqués localement à partir de ciment ou d'autres matériaux.

### Les urinoirs
Des urinoirs sont souvent installés à côté des UDDT pour la commodité des utilisateurs de sexe masculin. Un urinoir permet en outre de réduire le risque que les hommes n'urinent dans l'orifice pour fèces de l'UDDT. S'il n'y a pas d'urinoir, un écriteau peut recommander aux utilisateurs de s'asseoir ou de s'accroupir pour uriner. Des urinettes sont également installables, mais elles sont moins essentielles, les femmes appréciant habituellement de s'asseoir ou de s'accroupir pour uriner.

### Assis ou accroupi
Un UDDT peut être construit pour des gens déféquant en position assise ou accroupie. Le plus important est de s'adapter à la préférence des utilisateurs. Certaines personnes préfèrent la position accroupie, en particulier dans les lieux publics (pour des raisons d’hygiène), mais généralement la position assise dans les ménages (pour des raisons de confort). Noter que le position accroupie est préférable pour la santé du colon.

### Bâtiments multi-étages
Des UDDT avec ventilation et système de collecte peut également être installé en milieu urbain des bâtiments multi-étages, mais il existe un seul exemple de réussite d'une telle conception: le logement collectif de Gebers à Orhem, en Suède.

#### Exemple de projet d’écoville Erdos en Chine
Une plus grande installation, qui décrit la nécessité de se conformer aux normes minimales de conception et d'installation, existait dans un projet appelé "Erdos Eco-Town Project" (le plus grand projet d'assainissement écologique urbain à ce jour) à Erdos, situé dans la Mongolie-Intérieure (la région autonome de la Chine),,.

## Types

### Fosse simple
Les UDDT avec une seule fosse ont des récipients interchangeables pour recueillir les matières fécales. En fonction de la taille de la fosse, deux ou plusieurs conteneurs peuvent être stockés à l'intérieur. Les conteneurs doivent être limités à un volume maximum d'environ 50 litres, afin qu'ils puissent toujours être déplacés manuellement quand ils sont remplis. Une fois que le conteneur est plein, il peut être stocké pour continuer sa déshydratation ou retiré pour être traité. Le retrait du conteneur nécessite un protocole particulier à cause de la potentielle pathogénicité des excréments frais se trouvant au dessus de la pile dans le conteneur. En raison de la ventilation limitée à l'intérieur d'un seau en plastique, l'UDDT à  fosse simple peut être moins efficace dans la réduction des agents pathogènes que ceux à fosse double. Par conséquent, la matière fécale requiert généralement un traitement supplémentaire et peut être réalisé grâce à la poursuite de la déshydratation, des procédés de compostage ou de traitements thermiques.
D'autre part, si le conteneur est fabriqué à partir d'un matériau qui a une haute perméabilité à l'air, tels que des sacs en tissu ou des paniers, puis la performance de séchage dans l'UDDT à fosse simple peut être similaire à celui à fosse double.

### Fosse double
Au sein d'un UDDT à fosse double, les matières fécales se déshydratent in situ. Les deux fosses de surface sont utilisées en alternance. Pendant que l'une se remplit, l'autre (pleine) stocke les matières fécales dans des conditions de déshydratation pendant au moins six mois. Au cours de cette période de repos, aucune matière fécale fraîche n'est autorisée à entrer dans la fosse pleine. Une fois la deuxième fosse pleine, la première fosse est vidée à l'aide d'une pelle et les toilettes sont déplacées. Les fosses sont généralement dimensionnés de telle sorte que l'une soit remplie en six mois.

### D'autres (portable, mobile)

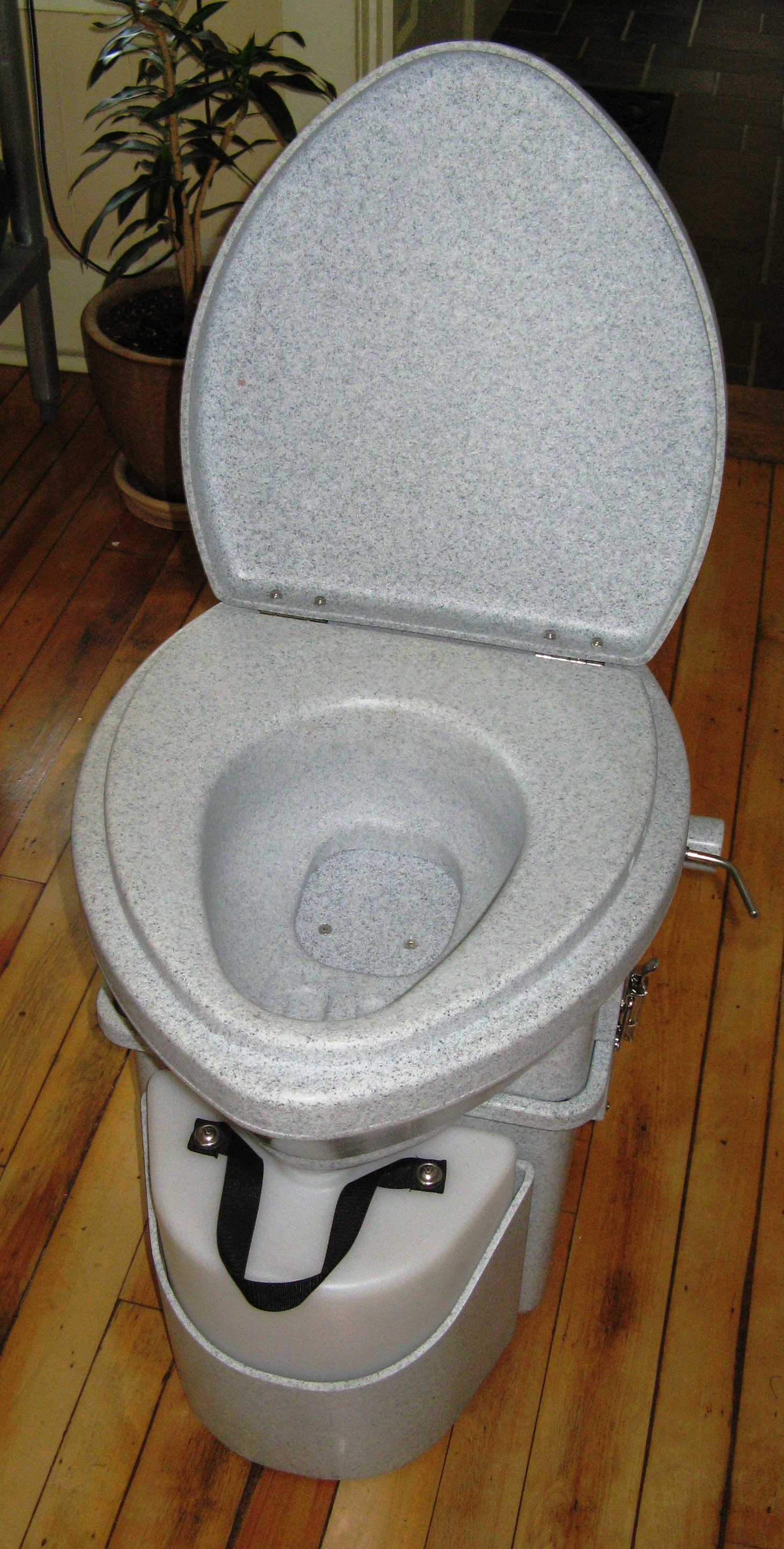
Exemple d'un portable (mobile) à séparation d'urine construit à partir de plastique moulé, à un ménage dans le Vermont, États-Unis

D'autres types d'UDDT existent, qui sont essentiellement des variations de la seule voûte type, mais qui sont plus autonomes, parfois appelées portables, mobiles ou unités indépendantes, et sont identifiables par leur seule pièce en plastique moulée ou, dans le cas de versions bricolées, une simple boîte de construction en contre-plaqué. La plupart des utilisateurs du toilette autonome UDDT dépendent d'un traitement secondaire permettant d'assurer la réduction des agents pathogènes. Ce traitement secondaire peut consister à stocker plus longuement, ou à construire des tas de compost ou une combinaison de ces traitements. Un traitement secondaire n'est pas nécessaire dans le cas d'une utilisation saisonnière modeste.
Les UDDT mobiles sont généralement fabriqués à l'aide de matériaux neufs dans une usine ou dans un atelier. Ces toilettes sèches sont ensuite vendus au public, soit directement ou par l'intermédiaire de distributeurs ou de points de vente; ou fabriqués manuellement en bois, en utilisant des matériaux et pièces neuves ou réutilisables. Ils sont généralement légers et compacts, permettant à une personne de le lever, de le transporter, et les manœuvrer facilement. De même, l'installation est un processus relativement simple étant donné que tout ce qui est nécessaire pour le bon fonctionnement des toilettes, à l'exception d'une source d'alimentation électrique pour les modèles qui incluent un ventilateur, est contenue dans la structure en bois de la carcasse. Un avantage de ce type de toilettes à séparation d'urine, c'est qu'ils sont portables, ce qui en fait une option intéressante pour des installations temporaires et pour des installations à bord de véhicules en mouvement ou de résidences non-stationnaires tels que des bateaux, véhicules de loisir (c'est-à-dire caravane, camping-car, mobil-home) et de minuscules maisons.
Les caractéristiques communes à ce type de toilettes comprennent:
- une surface lisse, une surface extérieure facile à nettoyer
- un siège moulé avec un couvercle (ou autre, parfois équipé d'un joint en caoutchouc ou néoprène afin d'isoler du fonctionnement interne des toilettes)
- un bol moulé de détournement d'urine (ou un système de seau et d'entonnoir) afin de faciliter la collecte séparée et le stockage dans des conteneurs distincts de l'urine et des matières fécales (les conteneurs proviennent d'une conception de propriété industrielle ou, dans le cas de versions bricolées, facilement disponible ou réutilisation de seaux, de bouteilles ou carafes)
- certains possèdent une ventilation mécanique passive ou active, sont composés d'un examen ou un filtrage de l'entrée d'air et un examen ou un filtrage de l'air dans la bouche d'échappement (le dernier est constitué d'un montage en série pour permettre le raccordement d'une longueur de tuyau ou de tube qui est relié à l'extérieur).

Les fonctionnalités uniques de certains modèles comprennent:
- crampons pour la fixation de la toilette à l'étage (particulièrement utile lorsque la chasse d'eau est installée dans un véhicule en mouvement ou une résidence non-stationnaire
- stockage de l'urine anti-gouttes pour la prévention des fuites au cours de tempêtes (dans un bateau)
- l'agitateur intégré pour mélanger et aérer les matières fécales stockées (ce qui facilite considérablement le séchage et la prévention de l'odeur)
- une trappe automatiquement ou manuellement déployée, pivotant ou à charnière, couvrant les matières fécales contenues lorsqu'il n'est pas utilisé.

## Aspects sanitaires
Lors d'une utilisation normale, l'UDDT est tout aussi hygiénique et sûr à utiliser que n'importe quel autre type de toilettes. Toutefois, les aspects sanitaires doivent être considérés lors du retrait et de la vidange de l'urine et des fèces des contenants de l'UDDT. Les risques sanitaires lors de la vidange des fosses ou des conteneurs à matières fécales sont significativement plus faibles par rapport à la vidange de latrines à fosse ou des seaux de certains types de toilettes sèches sans détournement d'urine. Par contre, ces risques sont un peu plus élevés par rapport à une toilette à chasse d'eau, où l'utilisateur n'a pas à effectuer de vidange ou de maintenance au niveau domestique, à moins que la chasse d'eau des toilettes ne soit bouchée, que des flux remontent, ou d'autres problèmes de fonctionnement.
Par rapport à des toilettes à chasse d'eau en train d'être vidées sans fermer le couvercle, l'UDDT aurait un risque plus faible de Clostridium difficile se propageant par aérosolisation, car il ne comporte pas d'eau turbulente,.
Concernant les risques pour la santé associés à des activités de réutilisation, les lignes directrices de l'Organisation Mondiale de la Santé de 2006 intitulées « Directives pour l'utilisation sécuritaire des eaux usées, des excreta et des eaux ménagères en agriculture » expliquent la gestion des risques sanitaires de l'utilisation des excreta en agriculture. Le concept-clé dans ces lignes directrices est l'approche à barrières multiples qui peuvent[Quoi ?] également être appliquées à la réutilisation des activités dans le cadre UDDTs.